# Христановка
Христано́вка (укр. Христанівка) — село, Лохвицкая городская община, Миргородский район, Полтавская область, Украина.
Код КОАТУУ — 5322681503. Население по переписи 2001 года составляло 164 человека.

## Географическое положение
Село Христановка находится на правом берегу реки Сула, выше по течению на расстоянии в 2 км расположено село Васильки, ниже по течению на расстоянии в 2,5 км расположено село Сенча, на противоположном берегу — село Бодаква. Река в этом месте извилистая, образует лиманы, старицы и заболоченные озёра.